# سید مجید میراحمدی
سید مجید میراحمدی سرتیپ سپاه پاسداران انقلاب اسلامی است که از سال‌ ۱۴۰۰ تا ۱۴۰۳ به‌عنوان معاون امنیتی و انتظامی وزیر کشور فعالیت می‌کرد. 
وی فعالیت نظامی را در خلال جنگ ایران و عراق در سپاه پاسداران آغاز کرد. میراحمدی از ۱۳۸۴ تا ۱۳۸۶ جانشین فرمانده نیروی مقاومت سپاه پاسداران بود، از ۱۳۸۶ تا ۱۳۸۷ ریاست اداره اطلاعات سپاه پاسداران را برعهده داشت، در فاصله سال‌های ۱۳۸۸ تا ۱۳۹۲ به‌عنوان معاون سرمایه انسانی وزارت دفاع و پشتیبانی نیروهای مسلح فعالیت می‌کرد و از ۱۳۹۶ تا ۱۴۰۰ جانشین معاون اطلاعات و امنیت ستاد کل نیروهای مسلح بود.

## تحریم‌ها
اتحادیه اروپا، روز دوشنبه ۲۱ آذر ۱۴۰۱ سید مجید میراحمدی را به همراه ۱۹ شخص حقیقی دیگر و سازمان صداوسیمای جمهوری اسلامی، به‌دلیل نقض فاحش حقوق بشر در فهرست تحریم‌های خود قرار داد. این تحریم همزمان با اعدام دو جوان بازداشت شده در اعتراضات سه ماه اخیر ایران با حکم دادگاه‌های جمهوری اسلامی صورت گرفت.